# Kačanik
Kačanik (albánsky Kaçanik, v srbské cyrilici Качаник) je město v Kosovu, v údolí řeky Lepenac, přesněji na soutoku této řeky s Nerodimkou. Je zastávkou na silničním tahu a železniční trati z Uroševace do Skopje. V roce 1981 mělo 6829 obyvatel a v současné době se (po dramatických demografických změnách, které postihly celé Kosovo v 90. letech 20. století) počet obyvatel odhaduje na něco přes pět tisíc. Nachází se v nadmořské výšce od 530 až do 675 m n. m.

## Historie
V dobách existence středověkého srbského státu byla v místě dnešního města v 15. století zbudována pevnost. Poprvé je Kačanik připomínán v roce 1452. Tu později v 17. století rozšířili Osmanští Turci. V jejím středu vybudovali mešitu, ze které se do dnešní doby dochovaly pouze ruiny. Samotné město vzniklo někdy v druhé polovině 16. století a o jeho vznik se zasloužil Sinan Paša. V roce 1660 navštívil město turecký cestovatel Evlija Čelebi.
Hospodářsky vždy Kačanik těžil ze své polohy. Zatímco v roce 1860 stálo v Kačaniku okolo stovky domů, roku 1900, více než dvacet let po zavedení železnice, se tento počet zvýšil na dvě stě padesát. Dobré železniční spojení umožnilo rozvoj průmyslu, především výroby stavebních hmot. Nedaleko od města se jižním směrem nacházejí četné lomy, které jsou zdrojem materiálu pro místní podniky. Mezi ty patřil např. Šar-Slikator nebo Šar-Krečana, které do roku 1991 zaměstnávaly stovky lidí. Podobně je tomu i v nedalekém městě Đeneral Janković (Hani i Elezit/Elez Han), kde se nachází velká vápenka.[zdroj?]
Roku 1914 žilo v Kačaniku 1236 obyvatel, většinou albánské národnosti.
V roce 1929 zde byl zbudován pravoslavný chrám (zničen v roce 1999 během války v Kosovu. Roku 1939 byla do Kačaniku zavedena elektřina.
V roce 1990 se v Kačaniku sešli nelegálně[zdroj?] zástupci rozpuštěného kosovského parlamentu a vyhlásili ústavu republiky Kosovo. Ta se tak měla stát sedmou republikou Jugoslávie, rovnoprávnou se všemi ostatními, a především již ne součástí Srbska.
Po vyhlášení nezávislosti Kosova bylo město označováno za centrum džihádismu na Balkáně.

## Kultura
V Kačaniku stojí knihovna, která nese název podle Xheladina Kurtaje.
V centru města se nachází mešita, pojmenovaná podle Kodzy Sinana Paši. Hlavní pamětihodností je pozůstatek pevnosti.

## Doprava
Městem prochází železniční trať z Kosova Polje do Skopje a ve stejném směru také silnice celostátního významu M-2 doplněná dálnicí R6.